# 杭嘉驤
杭嘉驤（1913年1月14日—1998年4月23日），字瑞夫，蒙古名達穆林多爾濟，察哈爾盟太仆寺左翼旗（今内蒙古自治区太僕寺旗）人，中華民國蒙古族政治人物。

## 生平[1]
其生於蒙古貴族家庭，畢業於國立北京蒙藏專門學院。北洋時期於馮玉祥麾下擔任少校隨從參謀，並受命擔任邊疆巡撫使，宣慰蒙胞。國民政府時期曾擔任察哈爾盟左翼總管駐京代表、正翼長辦事處長、駐平京代表、蒙旗教育委員會主任委員、盟政府委員、中央特派蒙旗宣撫團員、蒙古各盟旗聯合駐京辦事處副主任等職務；歷任第一屆制憲國民大會代表，民國37年（1948年）行憲後在蒙古綏東四旗選區當選第一屆立法委員。來臺後，參加立法院邊政暨國防委員會長逹四十餘年之久。